# Monostoecha semipectinata
Monostoecha semipectinata är en fjärilsart som beskrevs av George Duryea Hulst 1898. Monostoecha semipectinata ingår i släktet Monostoecha och familjen mätare. Inga underarter finns listade i Catalogue of Life.